# Orimarga cubensis
Orimarga cubensis är en tvåvingeart som beskrevs av Alexander 1933. Orimarga cubensis ingår i släktet Orimarga och familjen småharkrankar.
Artens utbredningsområde är Kuba. Inga underarter finns listade i Catalogue of Life.